# Hiroshi Hasegawa
Hiroshi Hasegawa (長谷川弘?, Hasegawa Hiroshi; 1º gennaio 1934 – 12 dicembre 2023) è stato un pilota motociclistico giapponese.

## Carriera
La sua prima presenza nelle classifiche del motomondiale si registra nella stagione 1963 nella classe 250 con un quarto posto in occasione del Tourist Trophy. Nei tre anni successivi raccoglie altre tre presenze in zona punti, sempre nella stessa classe con la stessa casa motociclistica e tutte in occasione del Gran Premio motociclistico del Giappone di cui ha vinto l'edizione del 1966. Grazie a questa vittoria ed ai punti conquistati, nel motomondiale 1966 ha anche raggiunto il suo miglior risultato nella classifica generale con un 10º posto.
Con una Yamaha conquista nel 1967 la prima edizione del Gran Premio motociclistico di Macao, che da allora si disputa ininterrottamente sul tracciato cittadino di Macao, ripetendosi l'anno successivo.

## Risultati nel motomondiale
| 1963 | Classe | Moto   |   |   |    |   |   |   |   |   |    |   |   |   |  | Punti | Pos. |
| ---- | ------ | ------ | - | - | -- | - | - | - | - | - | -- | - | - | - |  | ----- | ---- |
| 1963 | 250    | Yamaha | - | - | NE | 4 | - | - | - | - | NE | - | - | - |  | 3     | 15º  |

| 1964 | Classe | Moto   |   |   |   |   |   |   |   |   |   |    |   |   |  | Punti | Pos. |
| ---- | ------ | ------ | - | - | - | - | - | - | - | - | - | -- | - | - |  | ----- | ---- |
| 1964 | 250    | Yamaha | - | - | - | - | - | - | - | - | - | NE | - | 3 |  | 4     | 14º  |

| 1965 | Classe | Moto   |   |   |   |   |   |   |   |   |   |   |   |   |   | Punti | Pos. |
| ---- | ------ | ------ | - | - | - | - | - | - | - | - | - | - | - | - | - | ----- | ---- |
| 1965 | 250    | Yamaha | - | - | - | - | - | - | - | - | - | - | - | - | 5 | 2     | 24º  |

| 1966 | Classe | Moto   |   |   |   |   |   |   |   |   |   |   |   |   |  | Punti | Pos. |
| ---- | ------ | ------ | - | - | - | - | - | - | - | - | - | - | - | - |  | ----- | ---- |
| 1966 | 250    | Yamaha | - | - | - | - | - | - | - | - | - | - | - | 1 |  | 8     | 10º  |

| Legenda | 1º posto        | 2º posto            | 3º posto            | A punti      | Senza punti        | Grassetto – Pole position Corsivo – Giro più veloce |
| Legenda | Gara non valida | Non qual./Non part. | Ritirato/Non class. | Squalificato | '-' Dato non disp. | Grassetto – Pole position Corsivo – Giro più veloce |